# Kader der deutschen Fußball-Bundesliga 1978/79
Dieser Artikel ist eine Übersicht der Kader der Fußball-Bundesliga-Saison 1978/79.
Die Vereine sind nach der Abschlusstabelle sortiert.

## Kader

### Hamburger SV
| Kader des Hamburger SV | Kader des Hamburger SV                         | Kader des Hamburger SV | Kader des Hamburger SV | Kader des Hamburger SV | Kader des Hamburger SV | Kader des Hamburger SV | Kader des Hamburger SV |
| Name                   | Nat.                                           | Geboren                | Spiele                 | Tore                   |                        |                        |                        |
| Tor                    | Tor                                            | Tor                    | Tor                    | Tor                    | Tor                    | Tor                    | Tor                    |
| ---------------------- | ---------------------------------------------- | ---------------------- | ---------------------- | ---------------------- | ---------------------- | ---------------------- | ---------------------- |
| Rudolf Kargus          | Deutschland                                    | 15.08.1952             | 34                     | 0                      | –                      | –                      |                        |
| Abwehr                 |                                                |                        |                        |                        |                        |                        |                        |
| Uwe Beginski           | Deutschland                                    | 13.12.1959             | 1                      | 0                      | –                      | –                      |                        |
| Ivan Buljan            | Jugoslawien Sozialistische Föderative Republik | 11.12.1949             | 32                     | 5                      | 1                      | –                      |                        |
| Peter Hidien           | Deutschland                                    | 14.11.1953             | 31                     | 3                      | 5                      | –                      |                        |
| Manfred Kaltz          | Deutschland                                    | 06.01.1953             | 34                     | 6                      | 1                      | –                      |                        |
| Peter Nogly            | Deutschland                                    | 14.01.1947             | 34                     | 1                      | 8                      | –                      |                        |
| Hans-Jürgen Ripp       | Deutschland                                    | 24.06.1946             | 8                      | 0                      | 1                      | –                      |                        |
| Mittelfeld             |                                                |                        |                        |                        |                        |                        |                        |
| Horst Bertl            | Deutschland                                    | 24.03.1947             | 24                     | 5                      | –                      | –                      |                        |
| William Hartwig        | Deutschland                                    | 05.10.1954             | 34                     | 10                     | 3                      | –                      |                        |
| Felix Magath           | Deutschland                                    | 26.07.1953             | 21                     | 4                      | 4                      | –                      |                        |
| Caspar Memering        | Deutschland                                    | 01.06.1953             | 34                     | 4                      | 2                      | –                      |                        |
| Hans-Günther Plücken   | Deutschland                                    | 15.11.1954             | 7                      | 1                      | –                      | –                      |                        |
| Angriff                |                                                |                        |                        |                        |                        |                        |                        |
| Horst Hrubesch         | Deutschland                                    | 17.04.1951             | 34                     | 13                     | –                      | –                      |                        |
| Kevin Keegan           | England                                        | 14.02.1951             | 34                     | 17                     | 3                      | –                      |                        |
| Willi Reimann          | Deutschland                                    | 24.12.1949             | 26                     | 5                      | 2                      | –                      |                        |
| Bernd Wehmeyer         | Deutschland                                    | 06.06.1952             | 19                     | 2                      | 2                      | –                      |                        |

### VfB Stuttgart
| Kader des VfB Stuttgart | Kader des VfB Stuttgart                        | Kader des VfB Stuttgart | Kader des VfB Stuttgart | Kader des VfB Stuttgart | Kader des VfB Stuttgart | Kader des VfB Stuttgart | Kader des VfB Stuttgart |
| Name                    | Nat.                                           | Geboren                 | Spiele                  | Tore                    |                         |                         |                         |
| Tor                     | Tor                                            | Tor                     | Tor                     | Tor                     | Tor                     | Tor                     | Tor                     |
| ----------------------- | ---------------------------------------------- | ----------------------- | ----------------------- | ----------------------- | ----------------------- | ----------------------- | ----------------------- |
| Helmut Roleder          | Deutschland                                    | 09.10.1953              | 34                      | 0                       | –                       | –                       |                         |
| Abwehr                  |                                                |                         |                         |                         |                         |                         |                         |
| Markus Elmer            | Deutschland                                    | 21.12.1952              | 27                      | 0                       | 1                       | –                       |                         |
| Bernd Förster           | Deutschland                                    | 03.05.1956              | 29                      | 4                       | 8                       | –                       |                         |
| Karlheinz Förster       | Deutschland                                    | 25.07.1958              | 34                      | 2                       | 5                       | –                       |                         |
| Dragan Holcer           | Jugoslawien Sozialistische Föderative Republik | 19.01.1945              | 31                      | 1                       | 6                       | –                       |                         |
| Bernd Martin            | Deutschland                                    | 10.02.1955              | 29                      | 2                       | 2                       | –                       |                         |
| Rainer Rühle            | Deutschland                                    | 10.06.1956              | 4                       | 0                       | 1                       | –                       |                         |
| Arno Schäfer            | Deutschland                                    | 31.08.1954              | 2                       | 0                       | –                       | –                       |                         |
| Mittelfeld              |                                                |                         |                         |                         |                         |                         |                         |
| Erwin Hadewicz          | Deutschland                                    | 02.04.1951              | 28                      | 0                       | 5                       | –                       |                         |
| Roland Hattenberger     | Osterreich                                     | 07.12.1948              | 27                      | 1                       | 1                       | –                       |                         |
| Hansi Müller            | Deutschland                                    | 27.07.1957              | 30                      | 13                      | 6                       | 1                       |                         |
| Hermann Ohlicher        | Deutschland                                    | 02.11.1949              | 30                      | 6                       | 1                       | –                       |                         |
| Bernd Schmider          | Deutschland                                    | 03.05.1955              | 4                       | 1                       | –                       | –                       |                         |
| Angriff                 |                                                |                         |                         |                         |                         |                         |                         |
| Harald Beck             | Deutschland                                    | 29.07.1957              | 5                       | 1                       | –                       | –                       |                         |
| Dieter Hoeneß           | Deutschland                                    | 07.01.1953              | 32                      | 16                      | 2                       | –                       |                         |
| Klaus-Dieter Jank       | Deutschland                                    | 23.11.1952              | 3                       | 0                       | –                       | –                       |                         |
| Walter Kelsch           | Deutschland                                    | 03.09.1955              | 32                      | 10                      | 3                       | –                       |                         |
| Bernd Klotz             | Deutschland                                    | 08.09.1958              | 7                       | 1                       | –                       | –                       |                         |
| Georg Volkert           | Deutschland                                    | 28.11.1945              | 33                      | 14                      | 6                       | –                       |                         |

### 1. FC Kaiserslautern
| Kader des 1. FC Kaiserslautern | Kader des 1. FC Kaiserslautern | Kader des 1. FC Kaiserslautern | Kader des 1. FC Kaiserslautern | Kader des 1. FC Kaiserslautern | Kader des 1. FC Kaiserslautern | Kader des 1. FC Kaiserslautern | Kader des 1. FC Kaiserslautern |
| Name                           | Nat.                           | Geboren                        | Spiele                         | Tore                           |                                |                                |                                |
| Tor                            | Tor                            | Tor                            | Tor                            | Tor                            | Tor                            | Tor                            | Tor                            |
| ------------------------------ | ------------------------------ | ------------------------------ | ------------------------------ | ------------------------------ | ------------------------------ | ------------------------------ | ------------------------------ |
| Ronnie Hellström               | Schweden                       | 21.02.1949                     | 33                             | 0                              | –                              | –                              |                                |
| Josef Stabel                   | Deutschland                    | 21.09.1948                     | 1                              | 0                              | –                              | –                              |                                |
| Abwehr                         |                                |                                |                                |                                |                                |                                |                                |
| Hans-Peter Briegel             | Deutschland                    | 11.10.1955                     | 31                             | 4                              | 4                              | –                              |                                |
| Werner Melzer                  | Deutschland                    | 02.05.1954                     | 32                             | 3                              | 4                              | –                              |                                |
| Günter Menges                  | Deutschland                    | 11.02.1954                     | 1                              | 0                              | –                              | –                              |                                |
| Hans-Günter Neues              | Deutschland                    | 14.11.1950                     | 31                             | 1                              | 9                              | 1                              |                                |
| Wolfgang Wolf                  | Deutschland                    | 24.09.1957                     | 15                             | 1                              | –                              | –                              |                                |
| Mittelfeld                     |                                |                                |                                |                                |                                |                                |                                |
| Hans Bongartz                  | Deutschland                    | 03.10.1951                     | 32                             | 3                              | 2                              | –                              |                                |
| Jürgen Groh                    | Deutschland                    | 17.07.1956                     | 28                             | 1                              | 1                              | –                              |                                |
| Uwe Mackensen                  | Deutschland                    | 12.08.1955                     | 2                              | 0                              | –                              | –                              |                                |
| Reinhard Meier                 | Deutschland                    | 11.03.1946                     | 28                             | 6                              | 3                              | –                              |                                |
| Josef Pirrung                  | Deutschland                    | 24.07.1949                     | 21                             | 3                              | 1                              | –                              |                                |
| Johannes Riedl                 | Deutschland                    | 02.01.1950                     | 32                             | 5                              | 4                              | –                              |                                |
| Michael Schuhmacher            | Deutschland                    | 20.08.1957                     | 11                             | 0                              | –                              | –                              |                                |
| Peter Schwarz                  | Deutschland                    | 14.06.1953                     | 26                             | 2                              | –                              | –                              |                                |
| Angriff                        |                                |                                |                                |                                |                                |                                |                                |
| Bernd Dobiasch                 | Deutschland                    | 03.06.1957                     | 9                              | 2                              | –                              | –                              |                                |
| Reiner Geye                    | Deutschland                    | 22.11.1949                     | 32                             | 5                              | 5                              | –                              |                                |
| Klaus Toppmöller               | Deutschland                    | 12.08.1951                     | 30                             | 17                             | 3                              | 1                              |                                |
| Benny Wendt                    | Schweden                       | 04.11.1950                     | 28                             | 7                              | 3                              | –                              |                                |

### FC Bayern München
| Kader des FC Bayern München | Kader des FC Bayern München                    | Kader des FC Bayern München | Kader des FC Bayern München | Kader des FC Bayern München | Kader des FC Bayern München | Kader des FC Bayern München | Kader des FC Bayern München |
| Name                        | Nat.                                           | Geboren                     | Spiele                      | Tore                        |                             |                             |                             |
| Tor                         | Tor                                            | Tor                         | Tor                         | Tor                         | Tor                         | Tor                         | Tor                         |
| --------------------------- | ---------------------------------------------- | --------------------------- | --------------------------- | --------------------------- | --------------------------- | --------------------------- | --------------------------- |
| Sepp Maier                  | Deutschland                                    | 28.02.1944                  | 34                          | 0                           | –                           | –                           |                             |
| Abwehr                      |                                                |                             |                             |                             |                             |                             |                             |
| Klaus Augenthaler           | Deutschland                                    | 26.09.1957                  | 28                          | 3                           | 5                           | –                           |                             |
| Peter Gruber                | Deutschland                                    | 07.09.1952                  | 8                           | 1                           | –                           | –                           |                             |
| Udo Horsmann                | Deutschland                                    | 30.03.1952                  | 34                          | 2                           | –                           | –                           |                             |
| Hans-Josef Kapellmann       | Deutschland                                    | 19.12.1949                  | 28                          | 1                           | 1                           | –                           |                             |
| Wolfgang Rausch             | Deutschland                                    | 30.04.1947                  | 17                          | 1                           | 4                           | –                           |                             |
| Georg Schwarzenbeck         | Deutschland                                    | 03.04.1948                  | 34                          | 3                           | 4                           | –                           |                             |
| Mittelfeld                  |                                                |                             |                             |                             |                             |                             |                             |
| Paul Breitner               | Deutschland                                    | 05.09.1951                  | 33                          | 12                          | 3                           | –                           |                             |
| Bernd Dürnberger            | Deutschland                                    | 17.09.1953                  | 32                          | 5                           | 3                           | –                           |                             |
| Martin Jol                  | Niederlande                                    | 16.01.1956                  | 9                           | 0                           | –                           | –                           |                             |
| Kurt Niedermayer            | Deutschland                                    | 25.11.1955                  | 34                          | 4                           | 3                           | –                           |                             |
| Branko Oblak                | Jugoslawien Sozialistische Föderative Republik | 27.05.1947                  | 28                          | 3                           | 2                           | –                           |                             |
| Angriff                     |                                                |                             |                             |                             |                             |                             |                             |
| Uli Hoeneß                  | Deutschland                                    | 05.01.1952                  | 4                           | 0                           | –                           | –                           |                             |
| Norbert Janzon              | Deutschland                                    | 21.12.1950                  | 18                          | 9                           | 1                           | –                           |                             |
| Gerd Müller                 | Deutschland                                    | 03.11.1945                  | 19                          | 9                           | 1                           | –                           |                             |
| Wilhelm Reisinger           | Deutschland                                    | 30.06.1958                  | 4                           | 1                           | –                           | –                           |                             |
| Karl-Heinz Rummenigge       | Deutschland                                    | 25.09.1955                  | 34                          | 14                          | 3                           | –                           |                             |

### Eintracht Frankfurt
| Kader der SG Eintracht Frankfurt | Kader der SG Eintracht Frankfurt | Kader der SG Eintracht Frankfurt | Kader der SG Eintracht Frankfurt | Kader der SG Eintracht Frankfurt | Kader der SG Eintracht Frankfurt | Kader der SG Eintracht Frankfurt | Kader der SG Eintracht Frankfurt |
| Name                             | Nat.                             | Geboren                          | Spiele                           | Tore                             |                                  |                                  |                                  |
| Tor                              | Tor                              | Tor                              | Tor                              | Tor                              | Tor                              | Tor                              | Tor                              |
| -------------------------------- | -------------------------------- | -------------------------------- | -------------------------------- | -------------------------------- | -------------------------------- | -------------------------------- | -------------------------------- |
| Jürgen Friedl                    | Deutschland                      | 23.02.1959                       | 2                                | 0                                | –                                | –                                |                                  |
| Heinz-Josef Koitka               | Deutschland                      | 12.02.1952                       | 23                               | 0                                | 1                                | –                                |                                  |
| Jürgen Pahl                      | Deutschland                      | 17.03.1956                       | 10                               | 0                                | –                                | –                                |                                  |
| Abwehr                           |                                  |                                  |                                  |                                  |                                  |                                  |                                  |
| Karl-Heinz Körbel                | Deutschland                      | 01.12.1954                       | 33                               | 0                                | 3                                | –                                |                                  |
| Helmut Müller                    | Deutschland                      | 22.04.1953                       | 30                               | 0                                | –                                | –                                |                                  |
| Willi Neuberger                  | Deutschland                      | 15.04.1946                       | 33                               | 2                                | 4                                | –                                |                                  |
| Bruno Pezzey                     | Osterreich                       | 03.02.1955                       | 32                               | 4                                | 5                                | –                                |                                  |
| Peter Reichel                    | Deutschland                      | 30.11.1951                       | 1                                | 0                                | –                                | –                                |                                  |
| Lothar Skala                     | Deutschland                      | 02.05.1952                       | 2                                | 0                                | –                                | –                                |                                  |
| Hans-Dieter Wacker               | Deutschland                      | 28.12.1958                       | 1                                | 0                                | –                                | –                                |                                  |
| Uwe Weigert                      | Deutschland                      | 09.06.1958                       | 1                                | 0                                | –                                | –                                |                                  |
| Mittelfeld                       |                                  |                                  |                                  |                                  |                                  |                                  |                                  |
| Jürgen Grabowski                 | Deutschland                      | 07.07.1944                       | 27                               | 4                                | 2                                | –                                |                                  |
| Wolfgang Kraus                   | Deutschland                      | 20.08.1953                       | 32                               | 4                                | 5                                | –                                |                                  |
| Werner Lorant                    | Deutschland                      | 21.11.1948                       | 34                               | 8                                | 10                               | –                                |                                  |
| Norbert Nachtweih                | Deutschland                      | 04.06.1957                       | 22                               | 1                                | 1                                | –                                |                                  |
| Bernd Nickel                     | Deutschland                      | 15.03.1949                       | 3                                | 1                                | –                                | –                                |                                  |
| Wolfgang Trapp                   | Deutschland                      | 01.08.1957                       | 13                               | 0                                | 3                                | –                                |                                  |
| Angriff                          |                                  |                                  |                                  |                                  |                                  |                                  |                                  |
| Ronald Borchers                  | Deutschland                      | 10.08.1957                       | 27                               | 5                                | –                                | –                                |                                  |
| Ruedi Elsener                    | Schweiz                          | 18.02.1953                       | 33                               | 6                                | 3                                | –                                |                                  |
| Bernd Hölzenbein                 | Deutschland                      | 09.03.1946                       | 26                               | 8                                | 2                                | 1                                |                                  |
| Fred Schaub                      | Deutschland                      | 28.08.1960                       | 10                               | 2                                | –                                | –                                |                                  |
| Rüdiger Wenzel                   | Deutschland                      | 03.06.1953                       | 29                               | 4                                | 7                                | –                                |                                  |

### 1. FC Köln
| Kader des 1. FC Köln | Kader des 1. FC Köln | Kader des 1. FC Köln | Kader des 1. FC Köln | Kader des 1. FC Köln | Kader des 1. FC Köln | Kader des 1. FC Köln | Kader des 1. FC Köln |
| Name                 | Nat.                 | Geboren              | Spiele               | Tore                 |                      |                      |                      |
| Tor                  | Tor                  | Tor                  | Tor                  | Tor                  | Tor                  | Tor                  | Tor                  |
| -------------------- | -------------------- | -------------------- | -------------------- | -------------------- | -------------------- | -------------------- | -------------------- |
| Toni Schumacher      | Deutschland          | 06.03.1954           | 34                   | 0                    | 1                    | –                    |                      |
| Abwehr               |                      |                      |                      |                      |                      |                      |                      |
| Roland Gerber        | Deutschland          | 20.05.1953           | 24                   | 2                    | 3                    | 1                    |                      |
| Herbert Hein         | Deutschland          | 27.03.1954           | 8                    | 1                    | –                    | –                    |                      |
| Harald Konopka       | Deutschland          | 18.11.1952           | 34                   | 2                    | 4                    | –                    |                      |
| Dieter Prestin       | Deutschland          | 23.08.1956           | 17                   | 0                    | 1                    | –                    |                      |
| Gerd Strack          | Deutschland          | 01.09.1955           | 19                   | 1                    | –                    | –                    |                      |
| Herbert Zimmermann   | Deutschland          | 01.07.1954           | 33                   | 8                    | –                    |                      |                      |
| Mittelfeld           |                      |                      |                      |                      |                      |                      |                      |
| Bernhard Cullmann    | Deutschland          | 01.11.1949           | 31                   | 4                    | 5                    | –                    |                      |
| Stephan Engels       | Deutschland          | 06.09.1960           | 13                   | 0                    | –                    | –                    |                      |
| Heinz Flohe          | Deutschland          | 28.01.1948           | 13                   | 3                    | –                    | 1                    |                      |
| Jürgen Glowacz       | Deutschland          | 30.09.1952           | 29                   | 2                    | 2                    | –                    |                      |
| Pierre Littbarski    | Deutschland          | 16.04.1960           | 16                   | 4                    | –                    | –                    |                      |
| Jürgen Mohr          | Deutschland          | 18.08.1958           | 4                    | 0                    | –                    | –                    |                      |
| Herbert Neumann      | Deutschland          | 14.11.1953           | 25                   | 5                    | 2                    | 1                    |                      |
| Yasuhiko Okudera     | Japan                | 12.03.1952           | 24                   | 5                    | 1                    | –                    |                      |
| Bernd Schuster       | Deutschland          | 22.12.1959           | 24                   | 1                    | 3                    | –                    |                      |
| Holger Willmer       | Deutschland          | 25.09.1958           | 18                   | 2                    | –                    | –                    |                      |
| Angriff              |                      |                      |                      |                      |                      |                      |                      |
| Dieter Müller        | Deutschland          | 01.04.1954           | 29                   | 8                    | 2                    | –                    |                      |
| Roger Van Gool       | Belgien              | 01.06.1950           | 30                   | 6                    | 3                    | –                    |                      |

### Fortuna Düsseldorf
| Kader von Fortuna Düsseldorf | Kader von Fortuna Düsseldorf | Kader von Fortuna Düsseldorf | Kader von Fortuna Düsseldorf | Kader von Fortuna Düsseldorf | Kader von Fortuna Düsseldorf | Kader von Fortuna Düsseldorf | Kader von Fortuna Düsseldorf |
| Name                         | Nat.                         | Geboren                      | Spiele                       | Tore                         |                              |                              |                              |
| Tor                          | Tor                          | Tor                          | Tor                          | Tor                          | Tor                          | Tor                          | Tor                          |
| ---------------------------- | ---------------------------- | ---------------------------- | ---------------------------- | ---------------------------- | ---------------------------- | ---------------------------- | ---------------------------- |
| Jörg Daniel                  | Deutschland                  | 09.07.1951                   | 19                           | 0                            | –                            | –                            |                              |
| Wilfried Woyke               | Deutschland                  | 12.05.1944                   | 15                           | 0                            | –                            | –                            |                              |
| Abwehr                       |                              |                              |                              |                              |                              |                              |                              |
| Heiner Baltes                | Deutschland                  | 19.08.1949                   | 34                           | 1                            | 7                            | –                            |                              |
| Reinhold Fanz                | Deutschland                  | 16.01.1954                   | 19                           | 2                            | –                            | –                            |                              |
| Egon Köhnen                  | Deutschland                  | 24.11.1947                   | 24                           | 0                            | 5                            | –                            |                              |
| Guido Mazany                 | Deutschland                  | 22.11.1959                   | 1                            | 0                            | –                            | –                            |                              |
| Mittelfeld                   |                              |                              |                              |                              |                              |                              |                              |
| Rudi Bommer                  | Deutschland                  | 19.08.1957                   | 29                           | 5                            | –                            | –                            |                              |
| Dieter Brei                  | Deutschland                  | 30.09.1950                   | 31                           | 1                            | 4                            | –                            |                              |
| Ralf Dusend                  | Deutschland                  | 28.09.1959                   | 8                            | 1                            | –                            | –                            |                              |
| Hubert Schmitz               | Deutschland                  | 15.04.1955                   | 25                           | 3                            | 3                            | –                            |                              |
| Josef Weikl                  | Deutschland                  | 15.01.1954                   | 28                           | 1                            | 1                            | –                            |                              |
| Gerd Zewe                    | Deutschland                  | 13.06.1950                   | 29                           | 1                            | –                            | 1                            |                              |
| Herbert Zimmer               | Deutschland                  | 12.02.1953                   | 6                            | 0                            | –                            | –                            |                              |
| Gerd Zimmermann              | Deutschland                  | 26.09.1949                   | 31                           | 13                           | 3                            | –                            |                              |
| Angriff                      |                              |                              |                              |                              |                              |                              |                              |
| Klaus Allofs                 | Deutschland                  | 05.12.1956                   | 33                           | 22                           | 1                            | –                            |                              |
| Thomas Allofs                | Deutschland                  | 17.11.1959                   | 17                           | 5                            | –                            | –                            |                              |
| Emanuel Günther              | Deutschland                  | 13.11.1954                   | 13                           | 4                            | 2                            | –                            |                              |
| Flemming Lund                | Danemark                     | 06.10.1952                   | 29                           | 2                            | –                            | –                            |                              |
| Wolfgang Seel                | Deutschland                  | 21.06.1948                   | 31                           | 7                            | 2                            | –                            |                              |
| Detlev Szymanek              | Deutschland                  | 16.04.1954                   | 4                            | 1                            | –                            | –                            |                              |

### VfL Bochum
| Kader des VfL Bochum   | Kader des VfL Bochum | Kader des VfL Bochum | Kader des VfL Bochum | Kader des VfL Bochum | Kader des VfL Bochum | Kader des VfL Bochum | Kader des VfL Bochum |
| Name                   | Nat.                 | Geboren              | Spiele               | Tore                 |                      |                      |                      |
| Tor                    | Tor                  | Tor                  | Tor                  | Tor                  | Tor                  | Tor                  | Tor                  |
| ---------------------- | -------------------- | -------------------- | -------------------- | -------------------- | -------------------- | -------------------- | -------------------- |
| Reinhard Mager         | Deutschland          | 02.05.1953           | 21                   | 0                    | –                    | –                    |                      |
| Werner Scholz          | Deutschland          | 01.12.1944           | 14                   | 0                    | 1                    | –                    |                      |
| Abwehr                 |                      |                      |                      |                      |                      |                      |                      |
| Dieter Bast            | Deutschland          | 28.08.1951           | 33                   | 6                    | –                    | –                    |                      |
| Hermann Gerland        | Deutschland          | 04.06.1954           | 22                   | 0                    | 1                    | –                    |                      |
| Michael Lameck         | Deutschland          | 15.09.1949           | 34                   | 1                    | 2                    | –                    |                      |
| Walter Oswald          | Deutschland          | 08.10.1955           | 33                   | 3                    | 1                    | –                    |                      |
| Franz-Josef Tenhagen   | Deutschland          | 31.10.1952           | 32                   | 1                    | 1                    | –                    |                      |
| Dieter Versen          | Deutschland          | 22.06.1945           | 11                   | 0                    | 1                    | –                    |                      |
| Lothar Woelk           | Deutschland          | 03.08.1954           | 33                   | 3                    | 6                    | –                    |                      |
| Mittelfeld             |                      |                      |                      |                      |                      |                      |                      |
| Rolf Blau              | Deutschland          | 21.05.1952           | 24                   | 3                    | 1                    | –                    |                      |
| Michael Eggert         | Deutschland          | 29.09.1952           | 31                   | 8                    | –                    | –                    |                      |
| Paul Holz              | Deutschland          | 27.09.1952           | 20                   | 1                    | 5                    | –                    |                      |
| Hans-Jürgen Köper      | Deutschland          | 29.08.1951           | 9                    | 1                    | 1                    | –                    |                      |
| Holger Trimhold        | Deutschland          | 13.06.1953           | 27                   | 0                    | –                    | –                    |                      |
| Angriff                |                      |                      |                      |                      |                      |                      |                      |
| Hans-Joachim Abel      | Deutschland          | 25.06.1952           | 28                   | 11                   | 8                    | –                    |                      |
| Heinz-Werner Eggeling  | Deutschland          | 17.04.1955           | 34                   | 8                    | –                    | –                    |                      |
| Josef Kaczor           | Deutschland          | 23.03.1953           | 11                   | 1                    | –                    | –                    |                      |
| Hans-Joachim Pochstein | Deutschland          | 30.10.1952           | 6                    | 0                    | –                    | –                    |                      |

### Eintracht Braunschweig
| Kader der Eintracht Braunschweig | Kader der Eintracht Braunschweig               | Kader der Eintracht Braunschweig | Kader der Eintracht Braunschweig | Kader der Eintracht Braunschweig | Kader der Eintracht Braunschweig | Kader der Eintracht Braunschweig | Kader der Eintracht Braunschweig |
| Name                             | Nat.                                           | Geboren                          | Spiele                           | Tore                             |                                  |                                  |                                  |
| Tor                              | Tor                                            | Tor                              | Tor                              | Tor                              | Tor                              | Tor                              | Tor                              |
| -------------------------------- | ---------------------------------------------- | -------------------------------- | -------------------------------- | -------------------------------- | -------------------------------- | -------------------------------- | -------------------------------- |
| Bernd Franke                     | Deutschland                                    | 12.02.1948                       | 19                               | 0                                | –                                | –                                |                                  |
| Uwe Hain                         | Deutschland                                    | 18.10.1955                       | 16                               | 0                                | –                                | –                                |                                  |
| Abwehr                           |                                                |                                  |                                  |                                  |                                  |                                  |                                  |
| Hasse Borg                       | Schweden                                       | 04.08.1953                       | 34                               | 1                                | 6                                | –                                |                                  |
| Matthias Bruns                   | Deutschland                                    | 19.08.1957                       | 10                               | 0                                | –                                | –                                |                                  |
| Wolfgang Dremmler                | Deutschland                                    | 12.07.1954                       | 31                               | 2                                | 8                                | –                                |                                  |
| Franz Merkhoffer                 | Deutschland                                    | 29.11.1946                       | 33                               | 2                                | 3                                | –                                |                                  |
| Dieter Zembski                   | Deutschland                                    | 06.11.1946                       | 34                               | 0                                | 2                                | –                                |                                  |
| Mittelfeld                       |                                                |                                  |                                  |                                  |                                  |                                  |                                  |
| Harald Aumeier                   | Deutschland                                    | 19.07.1952                       | 6                                | 0                                | –                                | –                                |                                  |
| Wolfgang Grobe                   | Deutschland                                    | 25.06.1956                       | 34                               | 4                                | 8                                | –                                |                                  |
| Karl-Heinz Handschuh             | Deutschland                                    | 30.11.1947                       | 27                               | 5                                | 1                                | 1                                |                                  |
| Reiner Hollmann                  | Deutschland                                    | 30.09.1949                       | 27                               | 2                                | 3                                | –                                |                                  |
| Uwe Krause                       | Deutschland                                    | 13.10.1955                       | 28                               | 7                                | –                                | –                                |                                  |
| Peter Lübeke                     | Deutschland                                    | 26.11.1952                       | 7                                | 0                                | –                                | –                                |                                  |
| Danilo Popivoda                  | Jugoslawien Sozialistische Föderative Republik | 01.05.1947                       | 34                               | 5                                | 2                                | –                                |                                  |
| Manfred Tripbacher               | Deutschland                                    | 23.02.1957                       | 2                                | 0                                | –                                | –                                |                                  |
| Angriff                          |                                                |                                  |                                  |                                  |                                  |                                  |                                  |
| Dietmar Erler                    | Deutschland                                    | 07.04.1947                       | 32                               | 6                                | 3                                | –                                |                                  |
| Frank Holzer                     | Deutschland                                    | 05.03.1953                       | 7                                | 0                                | –                                | –                                |                                  |
| Harald Nickel                    | Deutschland                                    | 21.07.1953                       | 27                               | 16                               | 3                                | –                                |                                  |

### Borussia Mönchengladbach
| Kader von Borussia Mönchengladbach | Kader von Borussia Mönchengladbach | Kader von Borussia Mönchengladbach | Kader von Borussia Mönchengladbach | Kader von Borussia Mönchengladbach | Kader von Borussia Mönchengladbach | Kader von Borussia Mönchengladbach | Kader von Borussia Mönchengladbach |
| Name                               | Nat.                               | Geboren                            | Spiele                             | Tore                               |                                    |                                    |                                    |
| Tor                                | Tor                                | Tor                                | Tor                                | Tor                                | Tor                                | Tor                                | Tor                                |
| ---------------------------------- | ---------------------------------- | ---------------------------------- | ---------------------------------- | ---------------------------------- | ---------------------------------- | ---------------------------------- | ---------------------------------- |
| Wolfgang Kleff                     | Deutschland                        | 16.11.1946                         | 1                                  | 0                                  | –                                  | –                                  |                                    |
| Wolfgang Kneib                     | Deutschland                        | 20.11.1952                         | 34                                 | 0                                  | 2                                  | –                                  |                                    |
| Abwehr                             |                                    |                                    |                                    |                                    |                                    |                                    |                                    |
| Hans-Günter Bruns                  | Deutschland                        | 15.11.1954                         | 30                                 | 6                                  | 4                                  | –                                  |                                    |
| Helmut Dudek                       | Polen 1944                         | 14.12.1957                         | 5                                  | 0                                  | 1                                  | –                                  |                                    |
| Wilfried Hannes                    | Deutschland                        | 17.05.1957                         | 22                                 | 1                                  | 5                                  | –                                  |                                    |
| Norbert Ringels                    | Deutschland                        | 16.09.1956                         | 23                                 | 0                                  | 3                                  | –                                  |                                    |
| Frank Schäffer                     | Deutschland                        | 06.07.1952                         | 33                                 | 2                                  | 3                                  | –                                  |                                    |
| Horst Wohlers                      | Deutschland                        | 06.08.1949                         | 28                                 | 1                                  | 4                                  | 1                                  |                                    |
| Mittelfeld                         |                                    |                                    |                                    |                                    |                                    |                                    |                                    |
| Ralf Bödeker                       | Deutschland                        | 12.05.1958                         | 3                                  | 0                                  | –                                  | –                                  |                                    |
| Dietmar Danner                     | Deutschland                        | 29.11.1950                         | 13                                 | 2                                  | –                                  | –                                  |                                    |
| Hans Klinkhammer                   | Deutschland                        | 23.08.1953                         | 20                                 | 0                                  | 3                                  | –                                  |                                    |
| Christian Kulik                    | Deutschland                        | 06.12.1952                         | 27                                 | 7                                  | 8                                  | –                                  |                                    |
| Carsten Nielsen                    | Danemark                           | 12.08.1955                         | 26                                 | 3                                  | 5                                  | –                                  |                                    |
| Winfried Schäfer                   | Deutschland                        | 10.01.1950                         | 28                                 | 3                                  | 1                                  | –                                  |                                    |
| Allan Simonsen                     | Danemark                           | 15.12.1952                         | 28                                 | 11                                 | 1                                  | –                                  |                                    |
| Angriff                            |                                    |                                    |                                    |                                    |                                    |                                    |                                    |
| Klaus Amrath                       | Deutschland                        | 25.01.1954                         | 8                                  | 2                                  | –                                  | –                                  |                                    |
| Karl Del’Haye                      | Deutschland                        | 18.08.1955                         | 15                                 | 3                                  | –                                  | –                                  |                                    |
| Rudolf Gores                       | Deutschland                        | 05.09.1957                         | 24                                 | 2                                  | 2                                  | –                                  |                                    |
| Horst Köppel                       | Deutschland                        | 17.05.1948                         | 8                                  | 0                                  | –                                  | –                                  |                                    |
| Helmut Lausen                      | Deutschland                        | 09.06.1952                         | 9                                  | 0                                  | 1                                  | –                                  |                                    |
| Ewald Lienen                       | Deutschland                        | 28.11.1953                         | 30                                 | 7                                  | 3                                  | –                                  |                                    |
| Steen Thychosen                    | Danemark                           | 22.09.1958                         | 3                                  | 0                                  | –                                  | –                                  |                                    |

### SV Werder Bremen
| Kader des SV Werder Bremen | Kader des SV Werder Bremen | Kader des SV Werder Bremen | Kader des SV Werder Bremen | Kader des SV Werder Bremen | Kader des SV Werder Bremen | Kader des SV Werder Bremen | Kader des SV Werder Bremen |
| Name                       | Nat.                       | Geboren                    | Spiele                     | Tore                       |                            |                            |                            |
| Tor                        | Tor                        | Tor                        | Tor                        | Tor                        | Tor                        | Tor                        | Tor                        |
| -------------------------- | -------------------------- | -------------------------- | -------------------------- | -------------------------- | -------------------------- | -------------------------- | -------------------------- |
| Dieter Burdenski           | Deutschland                | 26.11.1950                 | 34                         | 0                          | –                          | –                          |                            |
| Abwehr                     |                            |                            |                            |                            |                            |                            |                            |
| Karl-Heinz Geils           | Deutschland                | 20.05.1955                 | 31                         | 1                          | 3                          | –                          |                            |
| Martin Haskamp             | Deutschland                | 11.09.1958                 | 1                          | 0                          | –                          | –                          |                            |
| Franz Hiller               | Deutschland                | 22.10.1950                 | 29                         | 2                          | 1                          | –                          |                            |
| Hartmut Konschal           | Deutschland                | 02.04.1953                 | 32                         | 2                          | 4                          | –                          |                            |
| Per Röntved                | Danemark                   | 27.01.1949                 | 33                         | 2                          | 5                          | –                          |                            |
| Thomas Schaaf              | Deutschland                | 30.04.1961                 | 1                          | 0                          | –                          | –                          |                            |
| Norbert Siegmann           | Deutschland                | 20.05.1953                 | 20                         | 2                          | 1                          | –                          |                            |
| Mittelfeld                 |                            |                            |                            |                            |                            |                            |                            |
| Uwe Bracht                 | Deutschland                | 10.07.1953                 | 32                         | 2                          | 5                          | –                          |                            |
| Karl-Heinz Kamp            | Deutschland                | 26.09.1946                 | 28                         | 0                          | 3                          | –                          |                            |
| Benno Möhlmann             | Deutschland                | 01.08.1954                 | 34                         | 5                          | 1                          | –                          |                            |
| Jürgen Röber               | Deutschland                | 25.12.1953                 | 30                         | 12                         | 2                          | –                          |                            |
| Angriff                    |                            |                            |                            |                            |                            |                            |                            |
| Werner Dreßel              | Deutschland                | 30.08.1958                 | 32                         | 5                          | –                          | –                          |                            |
| Wilfried Feldhaus          | Deutschland                | 23.08.1954                 | 1                          | 0                          | –                          | –                          |                            |
| Paul Linz                  | Deutschland                | 04.01.1956                 | 10                         | 1                          | –                          | –                          |                            |
| Uwe Reinders               | Deutschland                | 19.01.1955                 | 32                         | 7                          | 10                         | –                          |                            |
| Klaus Wunder               | Deutschland                | 13.09.1950                 | 33                         | 8                          | 4                          | –                          |                            |

### Borussia Dortmund
| Kader von Borussia Dortmund | Kader von Borussia Dortmund | Kader von Borussia Dortmund | Kader von Borussia Dortmund | Kader von Borussia Dortmund | Kader von Borussia Dortmund | Kader von Borussia Dortmund | Kader von Borussia Dortmund |
| Name                        | Nat.                        | Geboren                     | Spiele                      | Tore                        |                             |                             |                             |
| Tor                         | Tor                         | Tor                         | Tor                         | Tor                         | Tor                         | Tor                         | Tor                         |
| --------------------------- | --------------------------- | --------------------------- | --------------------------- | --------------------------- | --------------------------- | --------------------------- | --------------------------- |
| Horst Bertram               | Deutschland                 | 16.11.1948                  | 25                          | 0                           | –                           | –                           |                             |
| Eike Immel                  | Deutschland                 | 27.11.1960                  | 10                          | 0                           | –                           | –                           |                             |
| Abwehr                      |                             |                             |                             |                             |                             |                             |                             |
| Herbert Hein                | Deutschland                 | 27.03.1954                  | 24                          | 0                           | 5                           | –                           |                             |
| Lothar Huber                | Deutschland                 | 05.05.1952                  | 34                          | 4                           | 1                           | –                           |                             |
| Herbert Meyer               | Deutschland                 | 12.06.1948                  | 16                          | 0                           | 3                           | –                           |                             |
| Werner Schneider            | Deutschland                 | 26.07.1954                  | 34                          | 4                           | 1                           | –                           |                             |
| Amand Theis                 | Deutschland                 | 19.11.1949                  | 31                          | 1                           | 3                           | –                           |                             |
| Hans-Joachim Wagner         | Deutschland                 | 31.01.1955                  | 18                          | 0                           | 2                           | –                           |                             |
| Mittelfeld                  |                             |                             |                             |                             |                             |                             |                             |
| Peter Geyer                 | Deutschland                 | 11.12.1952                  | 33                          | 5                           | –                           | –                           |                             |
| Theo Schneider              | Deutschland                 | 23.08.1960                  | 7                           | 1                           | –                           | –                           |                             |
| Miroslav Votava             | Deutschland                 | 25.04.1956                  | 34                          | 5                           | 2                           | –                           |                             |
| Egwin Wolf                  | Deutschland                 | 28.01.1951                  | 2                           | 0                           | –                           | –                           |                             |
| Angriff                     |                             |                             |                             |                             |                             |                             |                             |
| Klaus Ackermann             | Deutschland                 | 20.03.1946                  | 1                           | 0                           | –                           | –                           |                             |
| Ralf Augustin               | Deutschland                 | 27.09.1960                  | 5                           | 2                           | 2                           | –                           |                             |
| Manfred Burgsmüller         | Deutschland                 | 22.12.1949                  | 33                          | 15                          | 9                           | –                           |                             |
| Wolfgang Frank              | Deutschland                 | 21.02.1951                  | 1                           | 0                           | –                           | –                           |                             |
| Sigfried Held               | Deutschland                 | 07.08.1942                  | 29                          | 1                           | 3                           | –                           |                             |
| Willi Lippens               | Niederlande                 | 10.11.1945                  | 21                          | 4                           | 2                           | –                           |                             |
| Norbert Runge               | Deutschland                 | 08.07.1956                  | 9                           | 3                           | –                           | –                           |                             |
| Burkhard Segler             | Deutschland                 | 05.03.1951                  | 19                          | 3                           | –                           | –                           |                             |
| Wolfgang Vöge               | Deutschland                 | 15.09.1955                  | 27                          | 3                           | 2                           | –                           |                             |

### MSV Duisburg
| Kader des MSV Duisburg | Kader des MSV Duisburg | Kader des MSV Duisburg | Kader des MSV Duisburg | Kader des MSV Duisburg | Kader des MSV Duisburg | Kader des MSV Duisburg | Kader des MSV Duisburg |
| Name                   | Nat.                   | Geboren                | Spiele                 | Tore                   |                        |                        |                        |
| Tor                    | Tor                    | Tor                    | Tor                    | Tor                    | Tor                    | Tor                    | Tor                    |
| ---------------------- | ---------------------- | ---------------------- | ---------------------- | ---------------------- | ---------------------- | ---------------------- | ---------------------- |
| Gerhard Heinze         | Deutschland            | 30.11.1948             | 26                     | 0                      | 3                      | –                      |                        |
| Wolfgang Schreiner     | Deutschland            | 11.04.1957             | 8                      | 0                      | –                      | –                      |                        |
| Abwehr                 |                        |                        |                        |                        |                        |                        |                        |
| Kees Bregman           | Niederlande            | 08.08.1947             | 34                     | 1                      | 6                      | –                      |                        |
| Michael Brocker        | Deutschland            | 21.09.1958             | 6                      | 0                      | –                      | –                      |                        |
| Werner Buttgereit      | Deutschland            | 15.06.1959             | 11                     | 0                      | –                      | –                      |                        |
| Bernard Dietz          | Deutschland            | 22.03.1948             | 34                     | 8                      | –                      | –                      |                        |
| Norbert Dronia         | Deutschland            | 19.10.1957             | 27                     | 0                      | 2                      | –                      |                        |
| Peter Fenten           | Deutschland            | 08.09.1958             | 33                     | 0                      | 1                      | –                      |                        |
| Ditmar Jakobs          | Deutschland            | 28.08.1953             | 34                     | 2                      | 4                      | –                      |                        |
| Jürgen Ulitzka         | Deutschland            | 22.11.1960             | 2                      | 0                      | –                      | –                      |                        |
| Mittelfeld             |                        |                        |                        |                        |                        |                        |                        |
| Herbert Büssers        | Deutschland            | 30.10.1949             | 23                     | 7                      | 2                      | –                      |                        |
| Manfred Dubski         | Deutschland            | 19.09.1954             | 26                     | 4                      | 4                      | –                      |                        |
| Norbert Fruck          | Deutschland            | 28.12.1957             | 27                     | 2                      | 3                      | –                      |                        |
| Kurt Jara              | Osterreich             | 14.10.1950             | 34                     | 4                      | 8                      | –                      |                        |
| Angriff                |                        |                        |                        |                        |                        |                        |                        |
| Reiner Alhaus          | Deutschland            | 27.12.1955             | 21                     | 1                      | –                      | –                      |                        |
| Gregor Grillemeier     | Deutschland            | 17.02.1959             | 5                      | 0                      | –                      | –                      |                        |
| Rudolf Seliger         | Deutschland            | 20.09.1951             | 12                     | 1                      | –                      | –                      |                        |
| Günter Weber           | Deutschland            | 11.07.1952             | 30                     | 3                      | 3                      | –                      |                        |
| Ronald Worm            | Deutschland            | 07.10.1953             | 32                     | 10                     | –                      | –                      |                        |

### Hertha BSC
| Kader der Hertha BSC | Kader der Hertha BSC | Kader der Hertha BSC | Kader der Hertha BSC | Kader der Hertha BSC | Kader der Hertha BSC | Kader der Hertha BSC | Kader der Hertha BSC |
| Name                 | Nat.                 | Geboren              | Spiele               | Tore                 |                      |                      |                      |
| Tor                  | Tor                  | Tor                  | Tor                  | Tor                  | Tor                  | Tor                  | Tor                  |
| -------------------- | -------------------- | -------------------- | -------------------- | -------------------- | -------------------- | -------------------- | -------------------- |
| Norbert Nigbur       | Deutschland          | 08.05.1948           | 34                   | 0                    | –                    | –                    |                      |
| Abwehr               |                      |                      |                      |                      |                      |                      |                      |
| Holger Brück         | Deutschland          | 30.09.1947           | 34                   | 5                    | 3                    | –                    |                      |
| Hans-Joachim Förster | Deutschland          | 01.08.1955           | 4                    | 0                    | –                    | –                    |                      |
| Uwe Kliemann         | Deutschland          | 30.06.1949           | 24                   | 0                    | 5                    | –                    |                      |
| Ole Rasmussen        | Danemark             | 19.03.1952           | 24                   | 0                    | 1                    | –                    |                      |
| Michael Sziedat      | Deutschland          | 22.08.1952           | 32                   | 0                    | 2                    | –                    |                      |
| Hans Weiner          | Deutschland          | 29.11.1950           | 33                   | 2                    | 1                    | –                    |                      |
| Mittelfeld           |                      |                      |                      |                      |                      |                      |                      |
| Erich Beer           | Deutschland          | 09.12.1946           | 29                   | 12                   | –                    | –                    |                      |
| Rainer Blechschmidt  | Deutschland          | 20.12.1953           | 17                   | 1                    | –                    | –                    |                      |
| Jürgen Diefenbach    | Deutschland          | 27.03.1956           | 22                   | 1                    | 4                    | –                    |                      |
| Bernd Gersdorff      | Deutschland          | 18.11.1946           | 22                   | 3                    | 4                    | –                    |                      |
| Dietmar Krämer       | Deutschland          | 11.09.1955           | 21                   | 3                    | –                    | –                    |                      |
| Dieter Nüssing       | Deutschland          | 15.08.1949           | 33                   | 2                    | 1                    | –                    |                      |
| Wolfgang Sidka       | Deutschland          | 26.05.1954           | 24                   | 2                    | 1                    | –                    |                      |
| Angriff              |                      |                      |                      |                      |                      |                      |                      |
| Henrik Agerbeck      | Danemark             | 10.09.1956           | 26                   | 3                    | –                    | –                    |                      |
| Karl-Heinz Granitza  | Deutschland          | 01.11.1951           | 15                   | 2                    | 1                    | –                    |                      |
| Jürgen Milewski      | Deutschland          | 19.10.1957           | 21                   | 2                    | 1                    | –                    |                      |
| Thomas Remark        | Deutschland          | 05.10.1959           | 11                   | 0                    | –                    | –                    |                      |
| Michael Toppel       | Deutschland          | 08.08.1957           | 2                    | 0                    | –                    | –                    |                      |

### FC Schalke 04
| Kader des FC Schalke 04 | Kader des FC Schalke 04 | Kader des FC Schalke 04 | Kader des FC Schalke 04 | Kader des FC Schalke 04 | Kader des FC Schalke 04 | Kader des FC Schalke 04 | Kader des FC Schalke 04 |
| Name                    | Nat.                    | Geboren                 | Spiele                  | Tore                    |                         |                         |                         |
| Tor                     | Tor                     | Tor                     | Tor                     | Tor                     | Tor                     | Tor                     | Tor                     |
| ----------------------- | ----------------------- | ----------------------- | ----------------------- | ----------------------- | ----------------------- | ----------------------- | ----------------------- |
| Volkmar Groß            | Deutschland             | 31.01.1948              | 17                      | 0                       | –                       | –                       |                         |
| Peter Sandhofe          | Deutschland             | 25.10.1957              | 17                      | 0                       | –                       | –                       |                         |
| Abwehr                  |                         |                         |                         |                         |                         |                         |                         |
| Norbert Dörmann         | Deutschland             | 31.08.1958              | 10                      | 2                       | 2                       | –                       |                         |
| Klaus Fichtel           | Deutschland             | 19.11.1944              | 34                      | 2                       | –                       | –                       |                         |
| Helmut Kremers          | Deutschland             | 24.03.1949              | 12                      | 1                       | 1                       | –                       |                         |
| Thomas Kruse            | Deutschland             | 07.09.1959              | 25                      | 0                       | 3                       | –                       |                         |
| Rolf Rüssmann           | Deutschland             | 13.10.1950              | 34                      | 3                       | 2                       | –                       |                         |
| Mathias Schipper        | Deutschland             | 23.09.1957              | 34                      | 0                       | 3                       | –                       |                         |
| Jürgen Sobieray         | Deutschland             | 02.11.1950              | 10                      | 0                       | –                       | –                       |                         |
| Bernd Thiele            | Deutschland             | 24.01.1956              | 11                      | 0                       | 3                       | –                       |                         |
| Mittelfeld              |                         |                         |                         |                         |                         |                         |                         |
| Ulrich Bittcher         | Deutschland             | 10.09.1957              | 29                      | 2                       | 2                       | –                       |                         |
| Manfred Dubski          | Deutschland             | 19.09.1954              | 3                       | 0                       | –                       | –                       |                         |
| Thomas Lander           | Deutschland             | 22.08.1957              | 12                      | 2                       | 1                       | –                       |                         |
| Lennart Larsson         | Schweden                | 09.07.1953              | 13                      | 1                       | –                       | –                       |                         |
| Herbert Lütkebohmert    | Deutschland             | 24.03.1948              | 23                      | 1                       | 2                       | –                       |                         |
| Friedrich Wagner        | Deutschland             | 01.08.1958              | 20                      | 0                       | 2                       | –                       |                         |
| Angriff                 |                         |                         |                         |                         |                         |                         |                         |
| Rüdiger Abramczik       | Deutschland             | 18.02.1956              | 34                      | 18                      | 3                       | –                       |                         |
| Herbert Demange         | Deutschland             | 24.05.1959              | 18                      | 1                       | –                       | –                       |                         |
| Norbert Elgert          | Deutschland             | 13.01.1957              | 12                      | 0                       | –                       | –                       |                         |
| Klaus Fischer           | Deutschland             | 27.12.1949              | 34                      | 21                      | 1                       | –                       |                         |
| Uwe Höfer               | Deutschland             | 21.07.1959              | 1                       | 0                       | –                       | –                       |                         |
| Erwin Kremers           | Deutschland             | 24.03.1949              | 4                       | 1                       | 1                       | –                       |                         |
| Michael Tönnies         | Deutschland             | 19.12.1959              | 4                       | 0                       | –                       | –                       |                         |

### Arminia Bielefeld
| Kader des DSC Arminia Bielefeld | Kader des DSC Arminia Bielefeld                | Kader des DSC Arminia Bielefeld | Kader des DSC Arminia Bielefeld | Kader des DSC Arminia Bielefeld | Kader des DSC Arminia Bielefeld | Kader des DSC Arminia Bielefeld | Kader des DSC Arminia Bielefeld |
| Name                            | Nat.                                           | Geboren                         | Spiele                          | Tore                            |                                 |                                 |                                 |
| Tor                             | Tor                                            | Tor                             | Tor                             | Tor                             | Tor                             | Tor                             | Tor                             |
| ------------------------------- | ---------------------------------------------- | ------------------------------- | ------------------------------- | ------------------------------- | ------------------------------- | ------------------------------- | ------------------------------- |
| Friedel Schüller                | Deutschland                                    | 01.11.1953                      | 1                               | 0                               | –                               | –                               |                                 |
| Ulrich Stein                    | Deutschland                                    | 23.10.1954                      | 33                              | 0                               | –                               | –                               |                                 |
| Abwehr                          |                                                |                                 |                                 |                                 |                                 |                                 |                                 |
| Eduard Angele                   | Deutschland                                    | 10.12.1951                      | 32                              | 0                               | 3                               | –                               |                                 |
| Willi Cryns                     | Deutschland                                    | 29.08.1952                      | 2                               | 0                               | –                               | –                               |                                 |
| Peter Krobbach                  | Deutschland                                    | 15.01.1954                      | 17                              | 1                               | 3                               | –                               |                                 |
| Roland Peitsch                  | Deutschland                                    | 01.09.1949                      | 20                              | 4                               | 1                               | –                               |                                 |
| Mittelfeld                      |                                                |                                 |                                 |                                 |                                 |                                 |                                 |
| Norbert Eilenfeldt              | Deutschland                                    | 17.02.1956                      | 34                              | 10                              | 2                               | –                               |                                 |
| Lorenz-Günther Köstner          | Deutschland                                    | 30.01.1952                      | 32                              | 0                               | 4                               | –                               |                                 |
| Frank Pagelsdorf                | Deutschland                                    | 05.02.1958                      | 27                              | 1                               | 1                               | 1                               |                                 |
| Wolfgang Pohl                   | Deutschland                                    | 30.12.1954                      | 34                              | 3                               | 4                               | –                               |                                 |
| Christian Sackewitz             | Deutschland                                    | 11.12.1955                      | 30                              | 4                               | 6                               | 1                               |                                 |
| Helmut Schröder                 | Deutschland                                    | 01.03.1958                      | 33                              | 4                               | 7                               | –                               |                                 |
| Roland Weidle                   | Deutschland                                    | 01.01.1949                      | 30                              | 0                               | 3                               | –                               |                                 |
| Angriff                         |                                                |                                 |                                 |                                 |                                 |                                 |                                 |
| Harry Ellbracht                 | Deutschland                                    | 13.09.1953                      | 20                              | 5                               | 2                               | –                               |                                 |
| Volker Graul                    | Deutschland                                    | 18.06.1952                      | 26                              | 6                               | 3                               | –                               |                                 |
| Hans-Werner Moors               | Deutschland                                    | 24.07.1950                      | 34                              | 1                               | 6                               | –                               |                                 |
| Billy Ohlsson                   | Schweden                                       | 13.01.1954                      | 9                               | 1                               | –                               | –                               |                                 |
| Mileta Rnić                     | Jugoslawien Sozialistische Föderative Republik | 31.03.1951                      | 1                               | 0                               | –                               | –                               |                                 |
| Hans-Gerd Schildt               | Deutschland                                    | 12.06.1952                      | 12                              | 2                               | –                               | –                               |                                 |

### 1. FC Nürnberg
| Kader des 1. FC Nürnberg | Kader des 1. FC Nürnberg                       | Kader des 1. FC Nürnberg | Kader des 1. FC Nürnberg | Kader des 1. FC Nürnberg | Kader des 1. FC Nürnberg | Kader des 1. FC Nürnberg | Kader des 1. FC Nürnberg |
| Name                     | Nat.                                           | Geboren                  | Spiele                   | Tore                     |                          |                          |                          |
| Tor                      | Tor                                            | Tor                      | Tor                      | Tor                      | Tor                      | Tor                      | Tor                      |
| ------------------------ | ---------------------------------------------- | ------------------------ | ------------------------ | ------------------------ | ------------------------ | ------------------------ | ------------------------ |
| Gerhard Hummel           | Deutschland                                    | 22.08.1953               | 15                       | 0                        | –                        | –                        |                          |
| Manfred Müller           | Deutschland                                    | 28.07.1947               | 21                       | 0                        | 1                        | –                        |                          |
| Abwehr                   |                                                |                          |                          |                          |                          |                          |                          |
| Bertram Beierlorzer      | Deutschland                                    | 31.05.1957               | 23                       | 1                        | 1                        | –                        |                          |
| Günter Dämpfling         | Deutschland                                    | 11.11.1956               | 11                       | 0                        | –                        | –                        |                          |
| Norbert Eder             | Deutschland                                    | 07.11.1955               | 29                       | 1                        | 3                        | –                        |                          |
| Peter Stocker            | Deutschland                                    | 30.06.1953               | 28                       | 0                        | 1                        | –                        |                          |
| Jürgen Täuber            | Deutschland                                    | 12.04.1955               | 21                       | 0                        | –                        | –                        |                          |
| Horst Weyerich           | Deutschland                                    | 13.08.1957               | 33                       | 5                        | 9                        | –                        |                          |
| Mittelfeld               |                                                |                          |                          |                          |                          |                          |                          |
| Winfried Berkemeier      | Deutschland                                    | 22.01.1953               | 32                       | 4                        | 4                        | –                        |                          |
| Dieter Lieberwirth       | Deutschland                                    | 13.01.1954               | 27                       | 4                        | 2                        | –                        |                          |
| Hans Pausch              | Deutschland                                    | 09.09.1957               | 4                        | 0                        | 1                        | –                        |                          |
| Slobodan Petrović        | Jugoslawien Sozialistische Föderative Republik | 02.10.1948               | 3                        | 0                        | –                        | –                        |                          |
| Bernd Schmider           | Deutschland                                    | 03.05.1955               | 27                       | 2                        | 1                        | –                        |                          |
| Reinhold Schöll          | Deutschland                                    | 23.10.1955               | 32                       | 0                        | 3                        | –                        |                          |
| Angriff                  |                                                |                          |                          |                          |                          |                          |                          |
| Herbert Heidenreich      | Deutschland                                    | 15.11.1954               | 25                       | 3                        | –                        | –                        |                          |
| Uli Hoeneß               | Deutschland                                    | 05.01.1952               | 11                       | 0                        | –                        | –                        |                          |
| Peter Sommer             | Deutschland                                    | 06.12.1957               | 2                        | 0                        | –                        | –                        |                          |
| Alfred Steinkirchner     | Deutschland                                    | 23.10.1956               | 5                        | 1                        | 1                        | –                        |                          |
| Siegfried Susser         | Deutschland                                    | 12.07.1953               | 10                       | 0                        | 2                        | –                        |                          |
| Detlev Szymanek          | Deutschland                                    | 16.04.1954               | 21                       | 5                        | 2                        | –                        |                          |
| Klaus Täuber             | Deutschland                                    | 17.01.1958               | 17                       | 4                        | 4                        | –                        |                          |
| Hans Walitza             | Deutschland                                    | 26.11.1945               | 9                        | 0                        | –                        | –                        |                          |
| Miodrag Živaljević       | Jugoslawien Sozialistische Föderative Republik | 09.09.1951               | 19                       | 4                        | 1                        | –                        |                          |

### SV Darmstadt 98
| Kader des SV Darmstadt 98 | Kader des SV Darmstadt 98 | Kader des SV Darmstadt 98 | Kader des SV Darmstadt 98 | Kader des SV Darmstadt 98 | Kader des SV Darmstadt 98 | Kader des SV Darmstadt 98 | Kader des SV Darmstadt 98 |
| Name                      | Nat.                      | Geboren                   | Spiele                    | Tore                      |                           |                           |                           |
| Tor                       | Tor                       | Tor                       | Tor                       | Tor                       | Tor                       | Tor                       | Tor                       |
| ------------------------- | ------------------------- | ------------------------- | ------------------------- | ------------------------- | ------------------------- | ------------------------- | ------------------------- |
| Dieter Rudolf             | Deutschland               | 01.05.1952                | 34                        | 0                         | –                         | –                         |                           |
| Abwehr                    |                           |                           |                           |                           |                           |                           |                           |
| Otto Frey                 | Deutschland               | 12.03.1952                | 22                        | 0                         | 1                         | –                         |                           |
| Gerhard Kleppinger        | Deutschland               | 01.03.1958                | 31                        | 1                         | 4                         | –                         |                           |
| Dietmar Schabacker        | Deutschland               | 26.01.1949                | 6                         | 0                         | –                         | –                         |                           |
| Willi Wagner              | Deutschland               | 05.08.1951                | 16                        | 1                         | 1                         | –                         |                           |
| Edwin Westenberger        | Deutschland               | 15.10.1948                | 34                        | 0                         | 4                         | –                         |                           |
| Mittelfeld                |                           |                           |                           |                           |                           |                           |                           |
| Walter Bechtold           | Deutschland               | 25.07.1947                | 29                        | 5                         | 8                         | –                         |                           |
| Martin Bremer             | Deutschland               | 11.05.1954                | 3                         | 0                         | –                         | –                         |                           |
| Manfred Drexler           | Deutschland               | 26.06.1951                | 22                        | 4                         | 5                         | –                         |                           |
| Kurt Eigl                 | Deutschland               | 07.03.1954                | 33                        | 5                         | 4                         | –                         |                           |
| Uwe Hahn                  | Deutschland               | 01.07.1954                | 30                        | 7                         | 1                         | –                         |                           |
| Jürgen Kalb               | Deutschland               | 20.05.1948                | 34                        | 2                         | 3                         | –                         |                           |
| Heinz-Rudolf Weiler       | Deutschland               | 06.07.1955                | 17                        | 0                         | 1                         | –                         |                           |
| Willibald Weiss           | Deutschland               | 18.07.1948                | 34                        | 3                         | 3                         | –                         |                           |
| Angriff                   |                           |                           |                           |                           |                           |                           |                           |
| Peter Cestonaro           | Deutschland               | 14.05.1954                | 23                        | 5                         | –                         | –                         |                           |
| Bum-Kun Cha               | Korea Sud                 | 22.05.1953                | 1                         | 0                         | –                         | –                         |                           |
| Hans Lindemann            | Deutschland               | 04.09.1947                | 11                        | 0                         | –                         | –                         |                           |
| Bernhard Metz             | Deutschland               | 13.05.1950                | 23                        | 2                         | –                         | –                         |                           |
| Joachim Weber             | Deutschland               | 03.07.1951                | 33                        | 5                         | 4                         | –                         |                           |